# Velesz
Velesz (macedón nyelven: Велес, törökül: Köprülü) város Észak-Macedóniában, az azonos nevű járás székhelye. Az ország hatodik legnagyobb városa.

## Népesség
Velesz városának 2002-ben 46 714 lakosa volt, melyből 43 221 macedón (92,5%), 1704 török, 799 cigány, 342 vlach, 323 szerb, 93 albán, 36 bosnyák és 196 egyéb nemzetiségű.
Velesz községnek 2002-ben 55 340 lakosa volt, melyből 46 767 macedón (84,9%), 2406 bosnyák, 2299 albán, 1724 török, 800 cigány, 540 szerb és 572 egyéb nemzetiségű.

## A községhez tartozó települések
- Velesz
- Babuna (Velesz)
- Basino Szelo
- Belestevica
- Buzalkovo
- Veterszko
- Gornyi Kalaszlari
- Gornyi Orizari (Velesz)
- Donyi Kalaszlari
- Donyi Orizari (Velesz)
- Ivankovci
- Karabunyiste
- Klukovec
- Krusje (Velesz)
- Kumarino
- Lugunci
- Mamutcsevo
- Novacsani (Velesz)
- Novo Szelo (Velesz)
- Oraovec
- Otovica
- Rastani (Velesz)
- Rudnik (Velesz)
- Szlp
- Szlivnik
- Szojaklari
- Szopot (Velesz)
- Rlevci
- Crkvino
- Csalosevo
- Dzsidimirci (Velesz)